# Easton (Illinois)
Easton – wieś w Stanach Zjednoczonych, w stanie Illinois, w hrabstwie Mason.